# Anemia tomentosa
Anemia tomentosa är en ormbunkeart som först beskrevs av Paul Amédée Ludovic Savatier och som fick sitt nu gällande namn av Olof Peter Swartz.
Anemia tomentosa ingår i släktet Anemia och familjen Anemiaceae.

## Underarter
Arten delas in i följande underarter:
- Anemia tomentosa anthriscifolia
- Anemia tomentosa mexicana